# Daidōji (Klan)

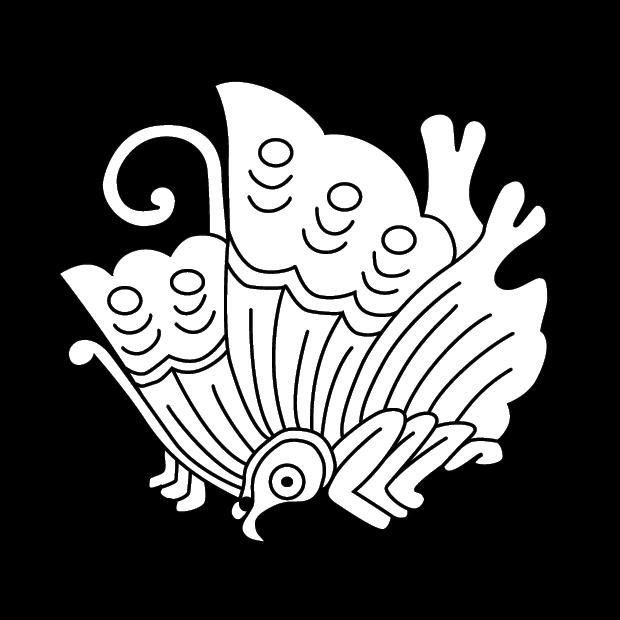
Wappen der Daidōji

Die Daidōji (japanisch 大道寺氏, Daidōji-shi) waren eine Familie des japanischen Schwertadels (Buke), die sich von den Taira ableitete. 

## Genealogie (Auswahl)
- Shigetoki (重時), dessen eigentlicher Name Ise Tarō war, lebte im Tempel Daidō-ji (Provinz Yamashiro) und übernahm dessen Name im Jahr 1471. Sein jüngerer Bruder Ise Shinkurō (1432–1519) wurde unter dem Namen Hōjō Nagauji bzw. Sōun bekannt, nämlich als Begründer der „Späteren Hōjō“. Shigetoki profitierte von dessen Karriere.
- Shigeoki (重興), Suruga no Kami (駿河上), wurde von den  Hōjō mit der Verwaltung der Burg Kawagoe beauftragt.
- Masashige (政繫; † 1591), Suruga no Kami, erhielt ein auf 180.000 Koku erhöhtes Einkommen. 1590 unterwarf er sich Maeda Toshiie (1538–1599) und verlor seine Besitzungen. Nach der Eroberung der Burg Odawara beging er 1591 Seppuku. Damit verloren die Daidōji ihren Status als Fürstenfamilie.
- Naoshige (直重; 1573–1628) erhielt, wie auch seine Nachkommen, Hatamoto-Status. Er diente unter Maeda Toshinaga (1562–1614), Matsudaira Tadayoshi (1580–1607) und Tokugawa Yoshinao (徳川 義直; 1601–1650) aus der Owari-Linie.
- Shigehisa (重久) schloss sich Tokugawa Tadateru (松平 忠輝; 1592–1683) an.
- Shigesuke (重祐; 1639–1730) publizierte einige Arbeiten über Budō.